# Южнорусинская письменность
Южноруси́нская пи́сьменность — письменность с основой на кириллице, применяемая для записи южнорусинского языка. В её современном виде регулируется нормами графики и орфографии, представленными в издании «Правописание русинского язика» («Правопис руского язика») М. Фейсы 2019 года. Развитие письменности началось во второй половине XIX — начале XX века с использованием алфавитов различных типов, в первую очередь, церковнославянской и гражданской кириллицы. Впервые собственный алфавит и нормы правописания были предложены Г. Костельником и опубликованы в его «Бачванско-русинской грамматике» («Граматика бачвансько-рускей бешеди») в 1923 году. Важнейшую роль в стандартизации норм правописания сыграли работы М. Кочиша, изданные в 1960-х и 1970-х годах.

## История

### До кодификации литературного языка
После переселения предков паннонских русинов из Карпатского региона в область Бачка в середине XVIII века и до
начала XX века образованные жители южнорусинских сёл использовали в качестве письменных языков церковнославянский язык украинского извода (с произношением глоттального г вместо заднеязычного ґ, с гласной i на месте ѣ и т. п.) и, позднее (со второй половины XIX века), литературный язык карпатских русинов — язычие (смешение церковнославянского и русского языка с элементами западноукраинских и карпаторусинских говоров). Во многом выбор языка был связан с непрерывно поддерживаемыми культурными контактами между русинами разных регионов — литература, в том числе церковная и учебная, привозились в Бачку и Срем с Карпат (из Ужгорода, Львова и других мест), также оттуда приезжали священники и учителя. Паннонские русины не проводили резких границ между церковнославянским и язычием, считая оба идиома вариантами своего литературного языка. Издания на церковнославянском, относившиеся по большей части к религиозной сфере, печатались на церковнославянском алфавите. Для записи или для печатных изданий светского содержания на язычии, которое южнорусинская интеллигенция называла «руски язик» или «русский язик», использовалась гражданская азбука, из которой были исключены церковнославянские буквы ѡ, ѱ, ѧ, ѫ, ѩ, ѭ, и в которой употреблялись буквы ы, ѣ, ъ, і, а также в разных изданиях буквы є, ї, э, ґ. На язычии в Будапеште издавалась, в частности, газета «Недїля» под редакцией керестурского преподавателя М. Врабеля.

Гость в нашой редакціи.

На сихъ дняхъ нащивилъ насъ В. Гнатюкъ, редакторъ «Наукового Вѣстника» из Львова, вертавши изъ острова Корфу, гдѣ былъ на климатичном лѣченіи. В. Гнатюкъ занимаеся этнографіею угорскихъ русиновъ, из сего круга опубликовалъ онъ до теперъ дуже важный матеріалъ…
Госц у нашей редакциї.

Тих дньох нащивел нас В. Гнатюк, редактор «Наукового Вистнїка» зоз Львова врацаюци ше з острова Крфу, дзе бул на климатичним лїченю. В. Гнатюк ше занїма з етноґрафию угорских Русинох, з тей обласци обявел потераз барз важни материял…
— Фрагмент статьи «Гость в нашой редакціи» из газеты «Недїля» (1903) на язычии с переводом на современный южнорусинский язык.
Наряду с церковнославянским и язычием, которые использовались во всех сферах от религиозной литературы до бытовой переписки, в контактах с властями образованные русины применяли латинский и венгерский языки.
Нередко в письмах, написанных на церковнославянском или язычии, встречались элементы местных южнорусинских говоров и сербизмы. В XIX веке элементы народной речи проникли также в религиозные тексты. Иногда степень использования таких элементов была настолько велика, что было непонятно на каком языке пытался писать автор — на церковнославянском или на своё родном говоре.

Jа Папъ Штеф. Михалъ прїмамъ мою жену съ мномъ вѣнчану съ ей дѣтми и… кедъ же би їа ей кривду даїаку уробелъ, ю по неправди квильелъ, оганялъ, пребивалъ, дапаче еще и скаредними словами ю лаюци ображелъ самъ сѣбе судъ чинимъ кельо разъ би ся то трафело, тело рази все дванацъ палѣци заслужимъ безъ жадного суда бировского…
Я Пап Штеф. Михал, примам мою жену, зо мну винчану, з єй дзецми и… кед я єй даяку кривду (нєсправедлївосц) зробим, кед ю будзем пре мою нєправедносц квилїц, оганяц, биц, аж и з бридкима словами лаюци ю увредзовац, сам себе пресудзим: кельо раз би ше то трафело, тельо раз дванац палїци заслужим без бировового судзеня…
— Текст (1855) с элементами народной речи (курсивом) с переводом на современный южнорусинский язык.
Помимо церковнославянского, язычия и смешанных форм с народным языком употреблялся в качестве письменного языка и сам народный язык. Со второй половины XIX века — начала XX века сохранились рукописные хроники Руски-Керестура (Руски-Крстура) и Коцура (Куцуры), написанные на народном языке. Их писали лица, знавшие алфавит, но не учившиеся в школе церковнославянскому. Такие хроники писались гражданской кириллицей без каких-либо норм правописания. Изредка в них встречаются элементы язычия и церковнославянского языка.

Одкеди Руснаци зоз Горнїци ту долу пришлї, уже треци раз води потопали Керестур и Коцур; перши раз от 1755—56. и то була причина же многи Руснаци, хтори на мочар бачваньски нєчисту воду и слаби воздух привикнуц нє моглї врацелї ше назад на Горнїцу…
— Йоан Москаль. Отрывок их хроники Коцура (конец XIX века — начало XX века) с элементами язычия (курсивом).
В переписке и личных записях паннонские русины использовали не только гражданскую кириллицу, но и сербское и даже венгерское письмо, не всегда учитывая при этом правил передачи звуков, установленных в этих письменностях:
- на основе венгерского алфавита: Keresztur naszelyeli…velyka voda bula, velyki dizsdzsi padali «Керестур населєли…велька вода була, вельки дижджи падали» (отрывок из хроники Руски-Керестура, конец XIX века);
- на основе сербского алфавита: Ми ту маме барз вељо добрих људзох (отрывок из письма);
- смешение венгерской и хорватской латиницы: U Miklosevcoh pocavse od…malo som zsita dostal, omaztu kazdi bozsi rok kupujem «У Миклошевцох почавше од…мало сом жита достал, омасту кажди божи рок купуєм» (отрывок из письма, 1878);
- смешение сербской и церковнославянской кириллицы: Муровање муромъ зь 1. класу цеглами зъ билимъ малтеромъ до глайхна (отрывок из договора по строительству, Нови-Сад, 1912).

В неофициальных записях на кириллице часто отмечались такие особенности, как отказ от букв ѣ, ы, ъ и обычно от я, ю, є, ї: Йа була добра школьарка, йа льубела мойого учительа.
На рубеже XIX—XX веков тесты на южнорусинском появляются не только в рукописях, но и в печати. В 1890 году М. Врабель издал в Ужгороде сборник русинских стихов и народных песен под названием «Русскій соловей». Около половины книги занимали тексты на южнорусинском языке, что позволяет её считать, по мнению языковеда М. Кочиша, первым южнорусинским печатным изданием. В 1897 году, узнав об этой книге из рецензии И. Франко, Воеводину посетил этнограф В. М. Гнатюк. Собранный фольклорный материал на южнорусинском он издал в трёх сборниках: «Писнї Бач-Бодрогского комитату» (1900), «Казки з Бачки» (1910) и «Байки, легенди, исторични перекази, новели, анекдоти з Бачки» (1911). В 1899 году в Нови-Саде был напечатан первый перевод на южнорусинский — религиозный текст «Заповиданиє господнє» на 15 страницах. Текст местами содержал церковнославянизмы, сербизмы и элементы язычия. Первые печатные произведения на южнорусинском издавались со своеобразной графикой. Так, например, М. Врабель использовал буквы ъ, ы, ѣ, ё, і, не используя при этом буквы ї и є, а В. М. Гнатюк, также используя і на месте и, для йотированных гласных применял сочетания букв типа йа, йе, йі, а для обозначения мягкости согласных использовал знак ь: дьа, дье, дьі и т. п.

### После кодификации литературного языка
Сочинением сборника стихов «Из моего села» («З мойого валалу») на родном языке в 1904 году началась творческая, а затем и научная деятельность Г. Костельника. Но условия, при которых в дальнейшем им будет создана Грамматика южнорусинского языка и, в частности, разработаны единые нормы правописания, появились только через двадцать лет. До этого предложения о создании собственной письменности, например, предложение священника Д. Биндаса в 1913 году издавать газету на родном языке, не находили отклика в русинском обществе. Только после окончания Первой мировой войны, распада Австро-Венгрии и создания Королевства сербов, хорватов и словенцев (куда вошли селения паннонских русинов в Бачке, Среме и Славонии), было принято решение использовать свой родной язык как средство просвещения, науки, культуры, распространения информации, публичных выступлений и прочих сфер, которые присущи литературному языку. В 1919 году на первом русинском народном съезде, учредившем «Русинское народное просветительское общество» («Руске народне просвитне дружтво», «Просвита»), между русским, украинским и русинским делегаты выбрали русинский. В 1923 году нормы литературного южнорусинского языка были кодифицированы и представлены Г. Костельником в издании «Граматика бачвансько-рускей бешеди», отпечатанном в городе Сремски-Карловци. В грамматике были предложены единые нормы правописания и графика. Причём графика, разработанная Г. Костельником, используется в южнорусинском языке без изменений до настоящего времени — в её основе лежит украинский алфавит с исключённым из него знаком i. Г. Костельник отмечал, что предложенный им алфавит имеет наименьшее число знаков из возможных. Его можно было бы сократить ещё больше, заменив буквы я, ю, є, ї, щ сочетаниями йа, йу, йе, йи, шч, а мягкий знак заменить буквой j (ть, дь, ль, нь > тj, дj, лj, нj), но тогда бы южнорусинская письменность была бы удалена от церковнославянской и русской письменных традиций:

Алє пре тоти пременки у писовнї ми би ше барз одалєли од общей рускей и од церковней писовнї, па бизме нє могли лєгко читац кнїжки написани у кнїжковим (литературним) руско-україньским язику. Прето ше мушиме тримац такей писовнї, хтора за нас зґодна, алє и як найбаржей зблїжена ґу общей руско-україньскей писовнї.
— Гавриїл Костельник. «Проза на бачванско-сримским литературним язику».
По новым нормам правописания между Первой и Второй мировыми войнами организация «Просвита» издавала «Русинский календарь» («Руски календар», 1924—1941), еженедельник «Русинская газета» («Руски новини», 1924—1941), детский журнал «Наша заградка» (1937—1941). Вышли из печати драма «Єфтайова дзивка» Г. Костельника (1929), которую много раз ставили на сцене, детский сборник «Пупче» Я. Фейсы (1929), «Руско-українски алманах бачванско-сримских писательох» (1936). Другая русинская организация, «Культурно-национальный союз югославских русинов» («Културно-национални союз южнославянских Русинох») издавал газету «Русска заря» (1934—1941) и «Руски народни календар Заря» (1935—1940). В условиях отсутствия какого-либо общего редакторского органа развитие южнорусинской письменности происходило стихийно и почти каждый автор по-своему развивал нормы, предложенные Г. Костельником. Более того, по утверждению М. Фейсы, грамматика Г. Костельника не повлияла на образованную часть русинского этноса, которая в межвоенный период и без того была немногочисленной. Большинство паннонских русинов продолжали использовать церковнославянское, венгерское и сербское письмо или их различные комбинации. При этом на письме передавалась живая речь, а не стандартизированный язык, поскольку носители южнорусинского продолжали считать свой родной язык разговорным диалектом.

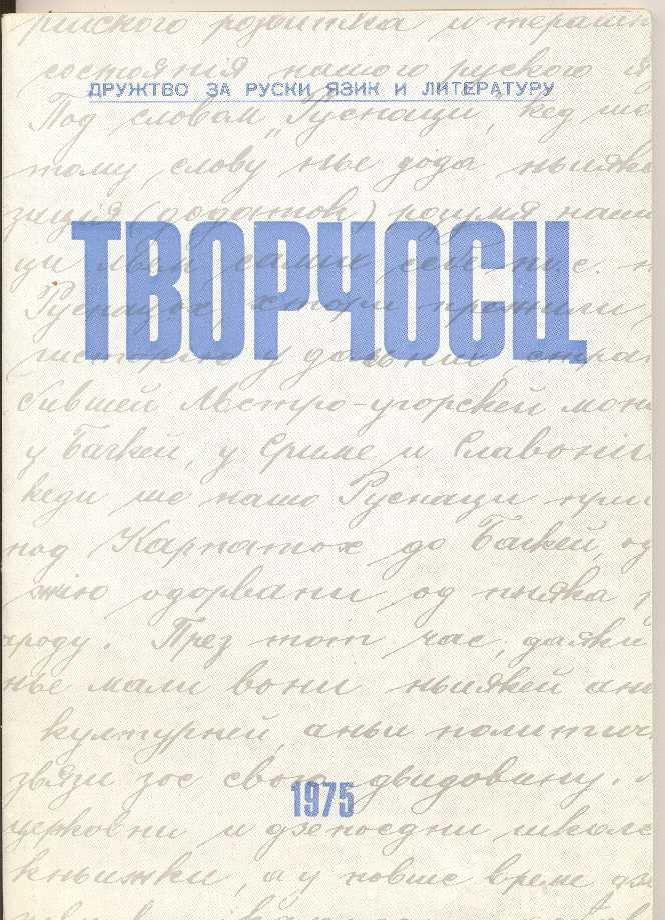
Ежегодник «Творчосц» (1/1975)

После Второй мировой войны возобновилось прерванное в 1941 году издание печатной продукции на южнорусинском: с 1945 года стали издавать еженедельник «Русинское слово» («Руске слово»), с 1946 — «Русинский народный календарь» («Руски народни календар», с перерывом в 1949—1957 годах), с 1947 года — журнал «Пионирска заградка», с 1952 года — журнал «Свет/Сияние» («Шветлосц», с перерывом в 1954—1966 годах). Были выпущены школьные учебники, открыты начальные школы с обучением на южнорусинском. В 1949 году на Радио Нови-Сад создана русинская редакция. В 1945 году в Руски-Керестуре открыта гимназия для русинских школьников (русинский как язык обучения был выбран после нескольких собраний, на которых предлагались также русский, украинский и сербский языки). В 1951 году открыто печатное издательство «Русинское слово» («Руске слово»).
В самом начале послевоенной активизации культурной жизни паннонских русинов в 1945—1946 годах дискутировался вопрос о переходе на сербскую кириллицу. С таким предложением выступил профессор керестурской гимназии Я. Баков, который считал, что сербский алфавит был бы удобнее и проще в использовании, чем основанный на украинском алфавит Г. Костельника. Я. Баков предлагал убрать из алфавита буквы я, ю, є, ї, щ, ь, чтобы каждая буква передавала только один звук, и предлагал дополнить алфавит сербскими кириллическими буквами љ, њ j, ђ, ћ и џ (в частности, ћ отражала бы на письме т’, а ђ — д’), вместо щ предлагалось писать сочетание шч (для фонемы дз отдельная буква не была предложена). Я. Баков привёл аргументы необходимости реформы алфавита в статье «Борба за правопис» в газете «Руске слово». В течение четырёх месяцев на страницах газеты шла оживлённая полемика, которая постепенно стихла и о предлагаемой реформе забыли.
Нормы литературного южнорусинского языка и, в частности, письменность, в послевоенное время продолжали развиваться стихийно. Орфография различалась от издания к изданию и от одного автора к другому. С целью изменения этой ситуации для работников культуры и просвещения в 1950 году был введён «Курс виучованя нашого язика», в котором помимо прочего проходили правила написания слов с префиксами и суффиксами (розказац, лєгки, збойнїцки, брещок, вежце, круцме и т. п.). Примером образцового литературного языка, на который необходимо ориентироваться, были в то время тексты журнала «Шветлосц» (что связывают с корректорской работой профессора Г. Надя). Тем не менее, вопрос о единых языковых нормах и орфографических правилах южнорусинского языка оставался насущным до 1960-х годов. Решением этой задачи занялся известный русинский писатель и языковед М. Кочиш. Подготовленный им свод правил «Правописание русинского языка» («Правопис руского язика», 1971), в котором были упорядочены орфографические нормы южнорусинского языка, единодушно приняли все представители русинского сообщества Югославии. М. Кочиш опубликовал ряд статей по вопросам родного языка, составил «Практический терминологический словарь сербскохорватско-русинско-украинский» («Приручни терминологийни словнiк сербскогорватско-руско-украiнски», 1972) и написал несколько учебников под названием «Родной язык» («Мацерински язик», 1965—1968), по которым русинские школьники учатся и в настоящее время. Эти учебники используют не только учащиеся школ, но и в качестве справочников лица всех возрастов, пишущие по-русински. В 1974 году после смерти М. Кочиша было выпущено обобщающее издание «Грамматики русинского языка» («Ґраматика руского язика»), созданное на базе школьной грамматики (учебников 1965—1968 годов). А. Д. Дуличенко, указывая на важность деятельности М. Кочиша для становления норм южнорусинского языка, отметил, что тот создал «по сути новую кодификацию языка с более чёткими правилами».
Работы М. Кочиша стали ориентиром языковых норм для авторов периодических изданий, педагогов, переводчиков, общественных деятелей, работников администрации и культуры. С 1960-х годов южнорусинский язык стал активно развиваться. В нём появились различные функциональные стили. Начато издание сравнительно большого числа оригинальной и переводной литературы (к 1983 году вышло из печати 120 изданий художественной литературы). Организованный в 1968 году в Вуковаре «Союз русинов и украинцев Хорватии» («Союз Русинох и Українцох Горватскей») с 1972 года стал издавать журнал «Нова думка» на русинском и украинском языках. Созданное в 1970 году «Общества русинского языка и литературы» («Дружтво за руски язик и литературу») с 1975 года стало издавать журнал «Творчосц» (с 1988 года — Studia Ruthenica). В 1970 году, ранее реорганизованная в обычную школу, вновь была открыта гимназия в Руски-Керестуре с обучением на русинском языке. В 1973 году на философском факультете Новисадского университета был создан Лекторат русинского языка и литературы (Лекторат за руски язик и литературу), в 1981 году он был преобразован в Кафедру русинского языка и литературы (Катедра за руски язик и литературу), в настоящее время — Отделение русинистики. В 1980 году в Руски-Керестуре была открыта Педагогическая академия (Педаґоґийна академия), обучавшая студентов до 1990 года. На рубеже 1960-х и 1970-х годов созданы службы переводчиков для осуществления переводов административных и законодательных актов на южнорусинский язык. В начале 1970-х годов издательский дом «Руске слово» стал выпускать молодёжный журнал «Мак». С 1975 года компания РТ Нови-Сад начала телевещание на южнорусинском языке. Позднее, в 1990 году были созданы организации «Союз Руснацох и Українцох» и «Руска матка», одной из целей которых было развитие родного языка.
В начале XXI века в русинской научной среде продолжаются работы над совершенствованием языковых норм и правил орфографии. В 2002 году издана полная «Грамматика русинского языка» («Ґраматика руского язика за I, II, III и IV класу ґимназиï») Ю. Рамача (переиздана — в 2006 году), а в 2017 и 2019 годах М. Фейса опубликовал «Орфографический словарь русинского языка» («Правописни словнїк руского язика», 2017) и орфографический справочник «Правописание русинского языка» («Правопис руского язика», 2019), в которых полностью собраны и уточнены нормативное написание слов и правила южнорусинской письменности.

## Алфавит
Современный южнорусинский алфавит состоит из 32 букв:
| А а | Б б | В в | Г г | Ґ ґ | Д д | Е е | Є є |
| Ж ж | З з | И и | Ї ї | Й й | К к | Л л | М м |
| Н н | О о | П п | Р р | С с | Т т | У у | Ф ф |
| Х х | Ц ц | Ч ч | Ш ш | Щ щ | Ю ю | Я я | Ь ь |

Соответствие букв южнорусинского алфавита и обозначаемых ими звуков:
| №  | буква | основной аллофон (МФА) | другие аллофоны (МФА) |
| -- | ----- | ---------------------- | --------------------- |
| 1  | А а   | [a]                    |                       |
| 2  | Б б   | [b]                    | [p]                   |
| 3  | В в   | [v]                    | [f], [w]              |
| 4  | Г г   | [ɦ]                    | [x]                   |
| 5  | Ґ ґ   | [ɡ]                    | [k]                   |
| 6  | Д д   | [d]                    | [t]                   |
| 7  | Е е   | [ɛ]                    |                       |
| 8  | Є є   | [ʲe]                   | [je]                  |
| 9  | Ж ж   | [ʒ]                    | [ʃ]                   |
| 10 | З з   | [z]                    | [s]                   |
| 11 | И и   | [i]                    |                       |
| 12 | Ї ї   | [ʲi]                   | [ji]                  |
| 13 | Й й   | [ʝ]                    | [j]                   |
| 14 | К к   | [k]                    | [ɡ]                   |
| 15 | Л л   | [l]                    | [ʎ]                   |
| 16 | М м   | [m]                    |                       |

| №  | буква | основной аллофон (МФА) | другие аллофоны (МФА) |
| -- | ----- | ---------------------- | --------------------- |
| 17 | Н н   | [n]                    | [ɲ], [ŋ]              |
| 18 | О о   | [ɔ]                    |                       |
| 19 | П п   | [p]                    | [b]                   |
| 20 | Р р   | [r]                    |                       |
| 21 | С с   | [s]                    | [z]                   |
| 22 | Т т   | [t]                    | [d]                   |
| 23 | У у   | [u]                    |                       |
| 24 | Ф ф   | [f]                    | [v]                   |
| 25 | Х х   | [x]                    | [ɦ]                   |
| 26 | Ц ц   | [t͡s]                   | [d͡z]                  |
| 27 | Ч ч   | [t͡ɕ]                   | [d͡ʑ]                  |
| 28 | Ш ш   | [ʃ]                    | [ʒ]                   |
| 29 | Щ щ   | [ʃt͡s]                  |                       |
| 30 | Ю ю   | [ʲu]                   | [ju]                  |
| 31 | Я я   | [ʲa]                   | [ja]                  |
| 32 | Ь ь   |                        |                       |

Иногда в южнорусинской письменности используется апостроф (’). Он может в одном случае показывать несмягчаемость согласных д ([d]), т ([t]) и н ([n]) перед [je], [ji], [ju], [ja], обозначаемых на письме буквами є, ї, ю, я: Т’єнтиште (название села), ин’єкция «инъекция». В другом случае апостроф может служить для отделения согласного д от согласных ж ([ʒ]) и з ([z]) на стыке префиксальной и корневой морфем, избегая тем самым произношения сочетаний дж и дз как звуков д͡ж ([d͡ʑ]) и д͡з ([d͡z]): од’жаловац «примириться с затратами, убытками, пережить», од’задку «сзади, позади».
6 согласных фонем в южнорусинском языке передаётся сочетанием графем: т’ ([c]) — ть; д’ ([ɟ]) — дь; д͡з ([d͡z]) — дз; д͡ж ([d͡ʑ]) — дж; л’ ([ʎ]) — ль; н’ ([ɲ]) — нь: футькaц фу[т’]кац «попыхивать», ладьови ла[д’]ови «судовой, корабельный», споведз спове[д͡з] «исповедь», джубац [д͡ж]убац «клевать», спальня спа[л’]ня «спальня», лунь лу[н’] «коршун, лунь». 5 букв передают бифонемные сочетания. Буква щ передаёт сочетание ш ([ʃ]) и ч ([t͡ɕ]) — шч [ʃt͡s]: щешлїво [шч]ешлїво «счастливо». Буквы є, ї, ю, я используются для обозначения сочетаний [je], [ji], [ju], [ja] в начале слова и после гласной: єденац [jе]денац «одиннадцать», їж [ji]ж «ёж», юнацтво [jу]нацтво «геройство, доблесть», яблуко [jа]блуко «яблоко»; моєй м[оjе]й «моей», двоїх дв[оji]х «двоих», часц урожаю часц урож[аjу] «часть урожая», фияско ф[иjа]ско «фиаско». Кроме этого, они передают мягкость согласных т’, д’, л’, н’, предшествующих гласным [e], [i], [u], [a]: лєс [л’е]с «лес», нєбо [н’е]бо «небо»; дїдо [д’и]до «дед», блїснуц б[л’и]снуц «блеснуть», кнїжка к[н’и]жка «книга»; дюмбир [д’у]мбир «имбирь», плюскац п[л’у]скац «плескать», звитяжиц зви[т’а]жиц «нагрешить, навредить, наказать», Мадяр Ма[д’а]р «венгр», дотля дот[л’а] «до тех пор». Сочетание [jo] передаётся буквами й и о: твойо тв[оjо] «твоё»; смягчение согласных перед о обозначают мягким знаком: вельо ве[л’о] «много», но фйoрд «фьорд» — в заимствованиях.

## Орфография
Орфография южнорусинского языка относится к морфологическому (этимологическому) типу с элементами фонетического типа. Независимо от различий в позициях фонем морфемы пишутся одинаково, поэтому на письме в числе прочего не отражаются случаи регрессивной ассимиляции по глухости — звонкости: заграда [заграда] «сад, огород» — заградка [загратка] «садик, огородик», хладок [хладок] «тень» — у хладку [у хлатку] «в тени», дробчиц [дропчиц] «дробить, мельчить», подписац [потписац] «подписать», ложка [лошка] «ложка», зроб то [зроп то] «сделай это», зуб [зуп] «зуб».

## Соответствие букв южнорусинского и сербского алфавитов
Соответствие букв южнорусинского и сербского алфавитов, согласно данным М. Фейсы:
| А а | А а   |     | Ж ж   | Ж ж |     | Н н | Н н   |  | Х х | Х х |  |
| Б б | Б б   | З з | З з   | О о | О о | Ц Ц | Ц ц   |  |     |     |  |
| В в | В в   | И и | И и   | П п | П п | Ч ч | Ч ч   |  |     |     |  |
| Г г | —     | Ї ї | Jи jи | Р р | Р р | Ш ш | Ш ш   |  |     |     |  |
| Ґ ґ | Г г   | Й й | J j   | С с | С с | Щ щ | Шч шч |  |     |     |  |
| Д д | Д д   | К к | К к   | Т т | Т т | Ю ю | Jу jу |  |     |     |  |
| Е е | Е е   | Л л | Л л   | У у | У у | Я я | Jа jа |  |     |     |  |
| Є є | Jе jе | М м | М м   | Ф ф | Ф ф | Ь ь | —     |  |     |     |  |

Комментируя буквенные соответствия, М. Фейса уточняет, что глоттальный согласный, который отображается буквой г, близок по произношению согласному, который отображается в сербском буквой х. Мягкий знак ь в сочетании с буквами л и н соответствует сербским знакам њ (нь) и љ (ль), в свою очередь, сочетания ть и дь эквиваленты сербским согласным, которые обозначаются буквами ћ и ђ. Сочетание дж близко по звучанию сербской согласной, выражаемой буквой џ, а сочетание дз не имеет в сербском никакого обозначаемого эквивалента, но его можно услышать в позиции озвончения /ц/: Салцбург Зальцбург, конац дело краси «конец — делу венец».